# Aion: The Tower of Eternity
Aion: The Tower of Eternity o semplicemente Aion (in coreano: 아이온: 영원의 탑) è un videogioco MMORPG fantasy free-to-play dal 28 febbraio 2012. Il gioco è sviluppato da NCsoft in Corea e Cina, e supportato dalla sezione occidentale NCsoft West per Nord America, Europa e Oceania.
Aion combina elementi PvP e PvE in un ambiente di gioco fantasy creando, a detta degli sviluppatori, un sistema unico che definiscono come PvPvE. La particolarità che viene portata subito all'attenzione dagli sviluppatori di Aion è la capacità dei personaggi di volare in zone specifiche del gioco e, a differenza degli altri giochi online, questa caratteristica non serve solo come un comodo mezzo di trasporto, ma anche come mezzo strategico di combattimento (ogni classe riceve difatti bonus unici quando si trova in modalità di volo).

## Sviluppo
Il progetto è stato presentato nel maggio del 2006 all'E3 2006 con un preview, ed il suo sviluppo è iniziato l'anno seguente presso la sede in Corea del Sud della NCsoft. Alla fine del 2007 fu aperta una versione closed beta del gioco in Corea, seguita a novembre del 2008 da una Open beta. Nel dicembre 2008 inizia la Closed Beta anche per la Cina, seguita sempre dalla versione Open Beta durata dall'8 aprile 2009 al 18 aprile dello stesso anno.
Nel giugno 2009 una versione closed beta limitata del gioco viene inaugurata anche per i mercati nord americano, europeo ed australiano, seguita da una fase di Open Beta nel settembre 2009, Il gioco è stato messo in commercio in Sud Corea (28 novembre 2008), Cina (16 aprile 2009), Taiwan (8 giugno 2009), Nord America e Australia (22 settembre 2009) ed Europa (25 settembre 2009).

### Grafica
Il gioco è costruito partendo da una versione modificata del motore CryEngine sviluppato da Crytek e già riconosciuto per titoli come Crysis o Far Cry. La grafica in Aion è particolarmente curata, e viene sponsorizzato come il più bel MMORPG mai visto. Molto accurati sono i volti e i movimenti dei personaggi, così come anche le ambientazioni che risultano molto varie e belle. All'E3 2006 vince il premio Best Graphics Award come MMORPG.

## Storia
In principio il dio Aion regnava sul mondo di Atreia. Egli creò gli umani e un'altra razza di esseri intelligenti chiamati Balaur. Ben presto i Balaur divennero ossessionati dal potere, e cominciarono a distruggere tutto quello che non gli apparteneva. Cinque Balaur dalla grande forza e astuzia si fecero strada fra i propri ranghi venendo conosciuti poi come i cinque Signori dei Draghi. Quando Aion si rifiutò di donargli il potere, che li avrebbe resi suoi pari, i Balaur cominciarono una guerra contro il loro stesso dio che li aveva generati. Così Aion fu costretto a formare un esercito capeggiato dai Dodici signori dell'Empireo, il cui unico scopo era difendere la Torre dell'Eternità, centro del mondo fonte del potere di Aion e dell'Etere di tutto il mondo. Ci fu così una Grande guerra.
Alcuni degli Umani sopravvissuti impararono a sfruttare un po' della stessa energia dei Signori dell'Empireo Lord, conosciuta come Etere. Questi umani furono chiamati Daeva. Dieci degli Signori dell'Empireo condussero i Daeva nella battaglia contro i Balaur, mentre i restanti due rimasero a sorvegliare la Torre dell'Eternità, l'incarnazione del dio Aion. La guerra andò avanti per centinaia di anni finché uno dei guardiani dichiarò di aver trovato un modo per stabilire la pace con i Balaur ma cinque dei Signori rifiutarono l'idea. Tuttavia, il secondo guardiano della torre fu convinto ed i Balaur furono invitati nella Torre per trattare la pace e fu disattivato lo scudo protettivo della Torre. Non è chiaro cosa sia successo dopo: uno dei Signori dei Balaur cadde ferito sul pavimento e gli altri si buttarono all'attacco della Torre. I due guardiani cercarono di ripristinare lo scudo magico andando agli opposti della Torre, ma alla fine non ebbero successo e la Torre, insieme con tutto il mondo, fu frantumato in due parti; come ultimo gesto i due protettori sacrificarono la loro vita per proteggere parte del mondo di Atreia.
Con le loro terre divise, i sopravvissuti si riunirono per affrontare insieme il nuovo mondo.
Solo dieci dei dodici Signori sopravvissero. I cinque che si erano opposti alla pace e che sostenevano che fu colpa del resto dei Lord, si rifugiarono nella parte più scura del mondo situata nella parte superiore di Atreia, diventando noti come gli Shedim Lord di Asmodae (così chiamarono le terre da loro occupate). Gli altri cinque sostenevano invece che furono le azioni degli Shedim Lord a causare la rottura della Torre e regnarono sulla parte più luminosa del mondo sulla parte inferiore di Atreia, chiamata Elysea: essi sono conosciuti come Seraphim Lord.
La nuova forma del mondo riorganizzò anche i suoi abitanti. Coloro che vivevano nella parte luminosa del mondo videro pochi cambiamenti con l'eccezione di un aumento della loro bellezza.
I seguaci dei Seraphim Lord si denominarono Elisiani e crearono la città di Sanctum.
Gli abitanti della parte superiore del mondo invece videro molti cambiamenti: dovendo camminare su un terreno inospitale, i loro piedi e mani divennero artigli. Inoltre le tenebre scurirono il colore della loro pelle e i loro occhi diventarono rossi per adattarsi all'assenza di luce. Si chiamarono Asmodiani e fondarono la città di Pandaemonium sotto il dominio degli Shedim Lord.

## Geografia
Aion è ambientato nel mondo di Atreia, dove inizialmente le due razze giocanti vivevano pacificamente insieme. Atreia è divisa in due parti, una inferiore denominata Elysea, dove vivono gli Elisiani (i Daeva della luce), ed una superiore chiamata Asmodae, dove vivono gli Asmodiani (Daeva dell'ombra). Tra questi due regni ve ne è un altro centrale, l'Abisso, il nucleo del mondo di Atreia creatosi dopo il crollo della " Torre dell'Eternità", ed infine Balaurea dove vivono i Balaur, una potente razza nemica di entrambi i regni di Atreia e controllata dal computer.
Vi sono varie mappe di gioco, raggiungibili ed attraversabili progressivamente: una capitale (Sanctum per gli elisiani e Pandemonium per gli asmodiani), una zona residenziale (Elian e Pernon rispettivamente) e i diversi territori di combattimento, alcuni dei quali anche raggiungibili attraverso varchi appositi (che si aprono per un tempo limitato) dai giocatori dell'avversa fazione.

## Razze o fazioni
Esistono tre razze nel gioco, elisiani, asmodiani e balaur, ma di queste solo le prime due possono essere usate per giocare; la terza no, essendo monopolio del server.

### Umani e Daeva
I Daeva costituiscono la razza originaria da cui provengono sia gli asmodiani che gli elisiani. Nati come Umani, si sono poi evoluti in semi-divinità grazie alla capacità di controllare il potere dell'etere; a differenza degli umani poi, i Daeva hanno la capacità specialissima di volare e sono dotati di altre incredibili possibilità, tra cui quella di non morire mai (sfruttando a tal fine l'etere per curarsi e ricostruire il proprio corpo, pagando però un piccolo prezzo, come la perdita di memoria che si traduce in gioco con una penalità ai punti esperienza e alle statistiche).

#### Elisiani
Gli abitanti della parte inferiore di Atreia, quella più luminosa. Sono quasi identici ai Daeva originari, esseri di luce dotati di una straordinaria bellezza. I cinque Lord dell'Empireo, che sostennero la pace con i Balaur, ora proteggono gli elisiani e li governano.

#### Asmodiani
Gli abitanti della parte superiore di Atreia, quella dove non arriva quasi per niente la luce del sole, rappresentano gli esseri dell'ombra. A causa dell'ambiente in cui vivono, si sono trasformati con il tempo sviluppando una carnagione più scura, piedi artigliati ed occhi che si illuminano nel buio. Sono governati dai cinque signori della guerra (Shedim Lord) che erano contrari alla pace con i Balaur.

#### Balaur
Classe non giocabile controllata dal server: svolge la funzione di creare uno stile PvEvP particolarmente ricco e nuovo. Vivono nella terra di Balaurea, la striscia di terra rimasta sulla parte esterna del mondo di Atreia, ripresentandosi inoltre nell'Abyss in occasione delle conquiste delle fortezze (PvEvP).
Nell'Abisso si svolge il PvP del gioco, unico nel suo genere, dove i Balaur controllati dal computer potranno comportarsi come amici o nemici dei giocatori. È importante sapere che durante gli scontri nell'abisso i Balaur tendono principalmente ad aiutare la razza in svantaggio numerico, ma potrebbero anche decidere di schierarsi dalla parte più numerosa.
Durante il gioco si possono incontrare anche altre numerose razze non giocanti, come i Mau e i Krall.

## Classi giocabili
Nel gioco vi sono 6 classi principali, ognuna delle quali può ad un certo punto specializzarsi in due maniere differenti; all'inizio il giocatore deve scegliere tra una di queste 6 e poi, a partire dal livello 10, può scegliere quale classe specializzata vuole intraprendere. Le classi, con le relative restrizioni, sono:
- Guerriero, può indossare tutti i tipi di armature.
- Esploratore, può vestire in tessuto e in pelle.
- Mago, può vestire solo in tessuto.
- Sacerdote, può vestire sia in tessuto che pelle e maglia metallica.
- Ingegnere, può vestire in tessuto e pelle.
- Artista, può vestire solamente in tessuto.

### Guerrieri
I guerrieri sono i più adatti al combattimento corpo-a-corpo. Dotati di una impressionante forza, riescono ad adattarsi a tutti i tipi di situazione.
Specializzazioni.
- Gladiatore: può utilizzare tutti i tipi di armi, anche se predilige quelle a due mani, spadoni o alabarde; ma può anche usare due spade ad una mano per volta (questo è possibile se possiede un'apposita abilità "Stigma". Preferisce il combattimento ravvicinato distruggendo i nemici con la forza bruta.
- Templare: combatte con una spada o una mazza da guerra in una mano e uno scudo nell'altra, oppure con uno spadone; sfrutta poi diversi scudi magici e potenziamenti per proteggersi dagli attacchi nemici. È la "main tank class", capace di ricevere grandi quantità di attacchi subendo poco danno.

### Esploratori
Gli esploratori sono abili e velocissimi combattenti. Hanno poca difesa agli attacchi, ma riuscire a colpirli non è semplice.
Specializzazioni.
- Cacciatore: utilizza l'arco ed è specializzato negli attacchi a distanza. Può anche usare dei semi per far crescere delle trappole con le quali bloccare e/o avvelenare i nemici di turno.
- Assassino: abilissimo nell'utilizzo dei pugnali, può uccidere senza nemmeno farsi vedere e nei casi estremi può ricorrere sempre ad un arco.

### Maghi
La classe dotata del dono della magia ha la difesa più bassa del gioco, ma è comunque in grado di proteggersi con degli scudi psichici che assorbono parzialmente i danni subiti e attaccare, ovviamente, a debita distanza.
Specializzazioni.
- Fattucchiere: Stregone in grado di controllare tutti gli elementi. Ha la più alta potenza magica. Dispone di alcune abilità che gli permettono di teletrasportarsi all'indietro durante un combattimento, fermare i nemici o addormentarli per potersi distanziare da quelli troppo vicini
- Incantatore: Classe magica Debuff (ha la capacità d'infliggere status negativi ai nemici). Può evocare ed utilizzare gli Spiriti degli elementi in battaglia, potendo così godere di un valido alleato in più che lo aiuti ad annientare il nemico. Tra i vari status negativi che è in grado di infliggere, vi sono il "Dispel" che è in grado di privare di qualunque Buff (status positivi) i nemici è il cosiddetto "Fear", il quale trasforma momentaneamente l'avversario in uno spirito del fuoco terrorizzato, facendogli perdere il controllo del personaggio, e rendendolo incapace di agire per svariati secondi.

### Sacerdoti
Non solo sono abili guaritori, ma anche temibili guerrieri spirituali, così da permettergli d'essere anche validi combattenti sul campo di battaglia.
Specializzazioni.
- Chierico: specializzato soprattutto nella cura da ogni tipo di male, sia per sé che per i compagni, è capace di resuscitare sia se stesso che gli altri. Componente fondamentale per ogni squadra.
- Cantore: dotato di diverse abilità offensive di tipo "melee" (corpo-a-corpo); oltre a curare si occupa principalmente di potenziare le statistiche degli alleati con i Buff.

### Ingegneri
Abili guerrieri, possono utilizzare un revolver ad etere. Vengono considerati i fratelli più forti dei Cacciatori in quanto il loro stile di gioco è molto simile, ma sono sostanzialmente più forti. Sono in grado di usare le granate e creare scudi che assorbono i danni.
Specializzazioni.
- Tiratore scelto: può usare due revolver ad etere contemporaneamente. È in grado inoltre di utilizzare molte abilità diversificate tra loro, tra le quali una che ne azzera i "cooldown". Dispongono anche di abilità che assorbono gli MP. Dal livello 25 in poi sono anche in grado di utilizzare i cannoni ad etere.
- Tecnico dell'etere: specializzato in campo tecnologico, è esperto nell'uso di macchinari sia da trasporto che da attacco. L'arma prescelta dal tecnico dell'etere è la chiave eterea, la quale può evocare un robot, aumentando le sue difese.

### Artisti
Classe in grado di utilizzare la musica quale suo specifico strumento di battaglia; la lira è la loro arma da guerra. Sono considerati la classe più simile a quella dei fattucchieri in quanto come essi hanno pochi PF e una difesa non molto forte.
Specializzazioni.
- Bardo: utilizzando l'arpa come arma, può infliggere colpi micidiali, basati sull'acqua e gli altri elementi di natura. Forti quanto i fattucchieri, sono in grado di curare sé stessi e gli alleati. Possono curarsi anche il mana. Dispongono infine anche di uno scudo magico.

## Caratteristiche di gioco

### Personalizzazione
Al momento della creazione del proprio personaggio è possibile modificare diversi tipi di impostazioni per la massima personalizzazione: forma del viso, altezza, capelli, peso, muscolatura. Un editor avanzato permette di rendere unico ogni personaggio. È inoltre presente un sistema chiamato Stigma che permette di personalizzare al massimo anche le abilità del personaggio anche se non è possibile assegnare punti statistiche.

#### Stigma
Gli "stigmi" sono particolari pietre di mana contenenti frammenti spirituali; esse sono utilizzabili per acquisire competenze (sia attive che passive) caratteriali. Vi è anche la possibilità di venderle alla casa d'aste. Si possono utilizzare a partire dal livello 20, dopo una missione specifica che sblocca i primi due slot; è possibile raccoglierle uccidendo mostri o comprarle.
Raggiunto il livello massimo consentito per un personaggio, il 65, è possibile utilizzare fino a 12 pietre dello stigma contemporaneamente.(Le pietre stigma disponibili passano da 12 a 6 nella versione 4.8 del gioco e nel caso si trovino ed equipaggino 6 stigma "illimitati" se ne sblocca un settimo chiamato "Stigma della visione")

### Volo
Aion dispone di un vastissimo territorio da esplorare, e per facilitare questo compito dispone della possibilità di far volare i giocatori con le ali personali in proprio possesso. Il volo, oltre ad essere un mezzo con cui viaggiare (in alcune aree è limitato, mentre nell'abisso è liberamente utilizzabile ovunque), in questo videogioco rappresenta anche un raffinato sistema di combattimento.
Vari tipi di ali a disposizione danno ulteriori vantaggi in termini di tempo di volo, difese e bonus. Inizialmente limitato a 60 secondi quando si giunge al livello 10, può venir incrementato con vari sieri e pergamene.

### Professioni
È previsto l'apprendimento di 7 professioni di produzione e 2 tipi differenti di estrazione. I giocatori imparano automaticamente le 2 professioni di estrazione, e hanno la possibilità di imparare, a scelta, alcune delle professioni di produzione (si può diventare esperti al massimo in due di esse ma maestri solamente in una).

#### Produzione
Esistono 7 tipi disuguali di produzione:
- Cucina - Permette di creare cibi e bevande ad HOC che aumentano la rigenerazione degli Hp e Mp (punti salute e abilità) e risanano malattie e contaminazioni, oltre a specifiche caramelle magiche capaci di trasformare in qualche animale particolare per alcuni minuti.
- Alchimia - Permette di creare pozioni, sieri ed elisir, oltre a pietre di mana, bacchette da guerra e libri da mago.
- Sartoria - Permette di creare parti di armatura in pelle, vestiti per i maghi e cinture.
- Creazione di armature - Permette di creare tutte le parti di armatura (elmi, scudi, farsetti e cosciali) in metallo specifiche per le classi dei sacerdoti e dei guerrieri.
- Creazione di armi - Permette la costruzione di spade, pugnali, mazze, asce ed armi ad asta (picche) specifiche per guerrieri ed esploratori.
- Artigianato - Permette di costruire una notevole quantità di accessori, metalli preziosi, armi di legno e gioielli (anelli, collane, orecchini, occhiali, archi e staffe).
- Costruzione di mobili - Permette la realizzazione di mobilia da collocare negli appartamenti assegnati e nelle case di proprietà.

#### L'Estrazione e Trasmutazione
L'estrazione è una professione con le quali si possono ricavare materiali grezzi e ingredienti dalle risorse trovate durante l'esplorazione del gioco. Ne esistono di due tipi:
- Estrazione da Umano: durante i primi livelli di gioco il personaggio sarà umano e disporrà di questa skill che gli permetterà di estrarre le risorse dai materiali
- Estrazione da Daeva: appena il giocatore da Umano diventa Daeva ha accesso a due skill più potenti di estrazione che gli danno la capacità di ottenere l'Aether (la principale fonte di energia in Aion) e anche di potenziare la capacità di base d'estrazione. Le due skill sono Essencetapping (per l'estrazione di base) e Aethertapping (per l'estrazione dell'Aether).

### Le Missioni
Vi sono tre tipologie di missioni da eseguire in Aion: quelle cosiddette ordinarie (che ognuno può scegliere se eseguire o meno), di campagna (da compiere gradualmente), ed infine gli ordini di lavoro o raccolta di essenze e minerali. Le prime chiedono al giocatore di completare un compito specifico assegnato per poter ricevere una ricompensa; le seconde rappresentano la storia personale e sono cruciali per il progresso del giocatore; le ultime vengono infine utilizzate per incrementare l'abilità di estrazione.
Alcune missioni sono ripetibili, mentre per quanto riguarda le campagne, queste non possono essere né abbandonate né condivise tramite un gruppo.

### Il Sistema PvPvE
Dal livello 25 è possibile accedere, dopo un'adeguata prova di volo, alla zona denominata abisso, quella dedicata specificamente al combattimento tra giocatori. Gli sviluppatori hanno definito il Player Versus Player (giocatori contro giocatori) di Aion come PvPvE (Player versus Player versus Environment, ovvero Giocatori contro Giocatori contro Computer), per descrivere la particolarità del gioco di avere battaglie fra tre fazioni invece delle più comuni due: ogni giocatore deve combattere sia contro la fazione rivale (Elisiani contro Asmodiani) ed entrambi devono poi anche combattere contro i Balaur.
Nell'abisso sono presenti dei portali o anelli che permettono di prolungare la durata del volo di un certo periodo (di base invece il volo ha un tempo massimo d'uso), quando risulta necessario attraversare una vasto territorio. Per avere accesso a questa modalità di gioco bisogna superare una missione dedicata. All'interno dell'abisso sono poi situate delle fortezze che possono essere controllate da legioni o gilde particolari; le battaglie per il loro controllo coinvolgono tutte e tre le razze o fazioni (sia giocatori che personaggi controllati dal computer).

#### Punti abisso
La partecipazione alle missioni presenti nell'abisso è ricompensato con speciali "punti abisso", i quali aumentano il rango del giocatore visibile agli avversari, ma sono anche liberamente utilizzabili per acquistare parti di armatura, armi e accessori. Ogni qualvolta si uccide un avversario si guadagnano punti abisso, se si viene uccisi da un avversario si perdono alcuni di questi punti. Non è infine consentito combattere contro giocatori della propria fazione, tranne che in duello o all'interno dell'arena o Colosseo.
È anche possibile in alcuni casi scambiare apposite "reliquie" con punti abisso, variabili a seconda della loro importanza.

#### Gioco di gruppo
Si può scegliere anche di giocare temporaneamente in gruppo (fino a sei giocatori riuniti), per aiutarsi l'un l'altro in battaglia e condividere i benefici della vittoria. Alcune zone sono progettate esplicitamente per il gioco di gruppo e non sono accessibili altrimenti.
Fino a quattro gruppi riuniti possono formare un'alleanza, per quelle particolari situazioni che richiedono una maggior forza numerica. Otto alleanze possono combinarsi in una lega, finendo così per consentire un totale massimo di 192 giocatori partecipanti ad una data attività.

### Mentore
I giocatori di livello più alto possono, se lo desiderano, far da guida a quelli inferiori di almeno 10 livelli; durante questa modalità essi non guadagnano esperienza né raccolgono oggetti.

## Riconoscimenti
- Award for Best Graphics, Stratics[1]
- Award for Best Graphics, GameAmp[1]
- Grand Award, GSTAR 2007[2]
- Grand Award of 2008 Korea Game, Korea Association of Game Industry[3]
- Best Online Game (Miglior gioco online), Gamescom 2009[4]